# Jeanne Dumée
Jeanne Dumée (París 1660 - 1706) era un astrónoma francesa y autora del texto astronómico, Entretiens sur l'opinión de Copernic touchant la mobilité de la terre (Conversaciones sobre la Opinión de Copérnico sobre el Movimiento de la Tierra).
Dumée, nacida en París, mostró interés por la astronomía desde su niñez. Casada muy joven, quedó viuda con tan solo 17 años al morir su marido en la guerra en Alemania estando al mando de una compañía. Además de por su trabajo en la astronomía, es conocida por su apoyo al feminismo y su defensa sobre la igualdad de la capacidad e inteligencia de las mujeres respecto a los hombres en el campo de la ciencia.

## Educación
Aunque no se conoce mucho sobre su infancia y educación, la mayoría de las mujeres de su época que estudiaban, lo hacían dentro del entorno familiar con tutores privados. Incluso, a veces eran sus maridos los que continuaban con su educación una vez contraían matrimonio. "En el caso de Maria Cunitz, recibió clases en su casa por parte de su padre. Estudió lenguas clásicas, ciencia, y arte. Posteriormente se casó con un físico y astrónomo amateur y rápidamente, se convirtió en la primera astrónoma de la familia. A los 30 años, publicó un conjunto de tablas astronómicas" El caso de Jeanne Dumée se cree que fue similar pudiendo haber sido educada en todas las temáticas necesarias en su casa para después continuar de forma autodidacta y convertirse en la primera astrónoma en su hogar. Es reconocida por la publicación de su trabajo, Entretiens sur l'opinión de Copernic touchant la mobilité de la terre, así como las ideas feministas incluidas en dicha publicación.

## Vida familiar
Como pasa con su educación, no se sabe mucho de su vida familiar excepto el hecho de que se casó muy joven quedando viuda a los 17 años cuando su marido cayó en combate. En general, la vida familiar en su época en Francia era muy conservadora. Tradicionalmente eran los hombres los que llevaban el peso de la enconomía familiar, mientras que las mujeres se quedaban en casa o requerían del permiso de su marido para salir a trabajar. La vida familiar en muchas culturas en ese periodo estaba formada por una familia extensa que vivían juntas bajo el mismo techo, incluyendo al matrimonio así como los padres de ambos e hijos anteriores que el matrimonio pudiera tener, pudiendo llegar a encontrarse hasta cuatro generaciones bajo el mismo techo. No se sabe si esta era la situación familiar que Jaunne Dumée vivió antes de la muerte de su marido, pero era la situación más común para la mayoría de mujeres y familias de entonces.

## Carrera y similitudes con otras mujeres científicas
Dumée era una astrónoma con formación y experiencia en matemáticas y otras ciencias. Aunque no se conoce mucho de su carrera aparte de la publicación del libro, Entretiens sur l'opinión de Copernic touchant la mobilité de la terre, mucho puede ser dicho sobre otras mujeres astrónomas de su edad con quien comparte semejanzas. Por ejemplo, Maria Cunitz de Alemania era una astrónoma y autora de diversas publicaciones muy famosa por sus trabajos en su campo. Escribió Urania propitia en la que propone una nueva ephemera, una solución “más” elegante al problema de Kepler, y nuevas tablas astronómicas. El cráter de Cunitz en Venus recibe su nombre. Otro ejemplo sería Maria Clara EImmart astronóma de finales del siglo XVII y conocida por sus ilustraciones astronómicas. Entre 1693 y 1698, llegó a realizar hasta 350 dibujos de las fases de la luna que publicó en una colección titulada Micrographia stellarum fases lunae ultra 300. Estas mujeres, como Dumée, publicaron y fueron famosas en sus campos de trabajo y hasta hoy son conocidas por su amor a la astronomía.

## Literatura
Dumée fue la autora de Entretiens sur l'opinión de Copernic touchant la mobilité de la terre (Conversaciones acerca de la opinión de Copérnico sobre el Movimiento de la Tierra), escrito en 1680. Su trabajo trata sobre el Sistema Solar Copernicano. El manuscrito apoya las teorías de Copérnico y de Galileo sobre el movimiento de la tierra, y trata sobre los razonamientos que Copérnico utilizó para defender sus doctrinas. También escribió sobre sus observaciones de Venus y las lunas de Júpiter, que probaban las teorías de Copérnico y Galileo. El libro nunca fue publicado de forma completa pero ha llegado a nuestros días gracias a una reseña en la Revista des sçavans y ha sido aclamado y alabado por su claridad. Dumée escribió durante una época en la que los astrónomos famosos fueron objeto de violentos ataques por parte de diferentes científicos.
En su escrito, Dumée incluyó una disculpa por escribir sobre un tema que en su época era considerada como un "trabajo demasiado delicado para personas de su sexo." Denunció que las mujeres de su tiempo se sentían incapaces de estudiar y mostró la esperanza de que su propio ejemplo les pudiera convencer de que no había diferencia en los cerebros de una mujer y un hombre por cuestión de sexo.

## Feminismo
Jeanne Dumée expresó sus convicciones feministas sobre la época que le tocó vivir así como su esperanza de que mujeres de su mismo campo de estudio, y de otros, creyeran que eran capaces de realizar estudios científicos, investigaciones, y hallazgos al igual que los hombres. Afirmó que las mujeres no eran menos que los hombres en ningún campo, especialmente de cara a poder alcanzar una educación y crearse un nombre por ellas mismas. En su publicación dejó clara constancia de estas afirmaciones y de su sentimiento feminista.

## Desigualdad de género
Durante la época en la que vivió Dumée, la desigualdad de género era visibile, especialmente en campos de la ciencia como el suyo. Los hombres dominaban la astronomía y a Dumée le dejaron claro que no podía trabajar en este campo ya que era un trabajo "muy delicado para personas de su sexo". A pesar de ello, no cejó en su empeño de continuar con sus estudios y su trabajo y publicó su libro, lo que le llevó a la fama por la claridad expresada sobre su materia de estudio.